# 6770 Fugate
6770 Fugate è un asteroide della fascia principale. Scoperto nel 1985, presenta un'orbita caratterizzata da un semiasse maggiore pari a 3,0220205 UA e da un'eccentricità di 0,1071531, inclinata di 10,09779° rispetto all'eclittica.